# Таніна (Сілезьке воєводство)
Таніна (пол. Tanina, нім. Taniner Hammer) — село в Польщі, у гміні Герби Люблінецького повіту Сілезького воєводства.
У 1975-1998 роках село належало до Ченстоховського воєводства.